# Lesbické sexuální praktiky

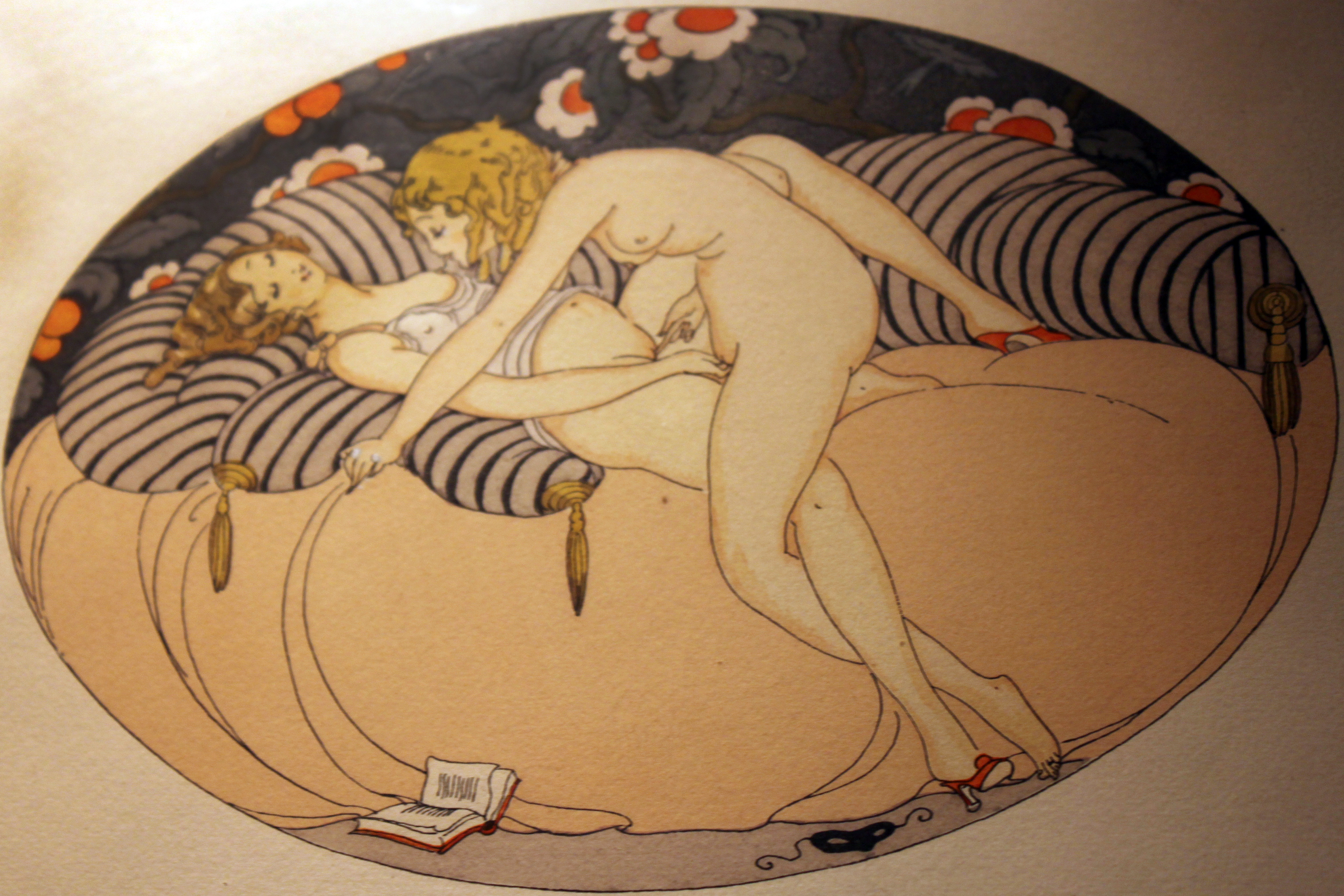
Obraz Gerdy Wegenerové z roku 1925 zachycuje dvojici žen v posteli věnujících se sexuální aktivitě

Lesbické sexuální praktiky jsou sexuální aktivity žen s jinými ženami, bez ohledu na jejich sexuální orientaci. Žena, která má sex s jinou ženou, se může identifikovat jako lesba, pokud je sexuálně přitahována výhradně ženami, nebo za bisexuální, pokud není sexuálně přitahovaná jen ženami, nebo může úplně opouštět sexuální identitu. Termín může být také uplatněn na heterosexuální nebo asexuální ženu, která si není jistá vlastní sexualitou nebo ji objevuje.
Romantické nebo sexuální mezilidské vztahy jsou často předmětem sexuální touhy a vzrušení, které pak vedou k sexuální aktivitě pro sexuální uvolnění. Tělesné vyjadřování důvěrnosti mezi ženami závisí na souvislostech vztahu a společenských, kulturních a jiných vlivech.

## Chování

### Obecně

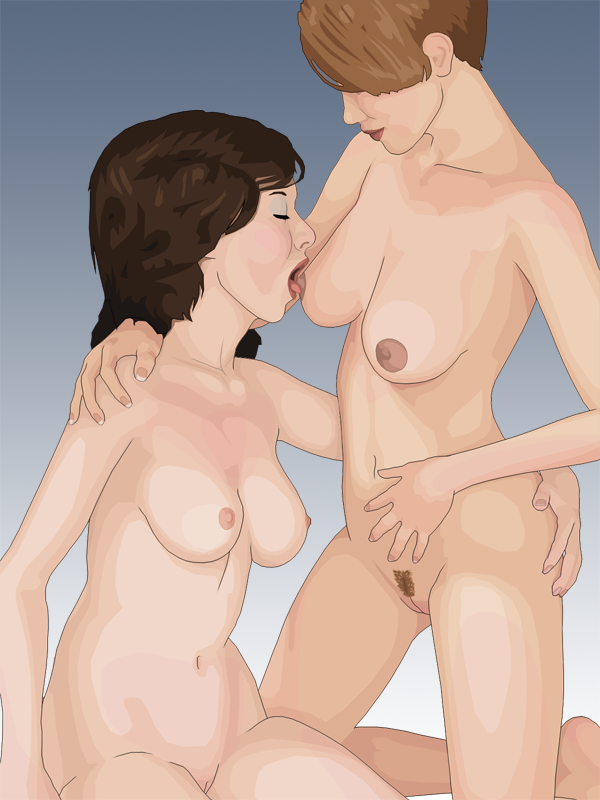
Žena orálně stimulující bradavky své sexuální partnerky

Obvykle se ženy věnují projevům náklonnosti jako líbání na tváři nebo objímání. Polibek na rtech, prodloužený polibek nebo objetí nebo jiné formy dotyku mohou nebo nemusí být považovány za sexuální. Sexuální vychovatelka a feministka Shere Hite řekla, že jedna z účastnic jejího výzkumu napsala: „Sex se ženou zahrnuje dotýkání, líbání, usmívání, tváření se vážně, objímání, povídání, prstění, hlazení, pohledy, cunnilingus, svlékání, později vzpomínání, dělání zvuků, někdy jemné kousání, někdy plakání, dýchání a vzdychání dohromady.“
Svlékání před partnerkou, svlékání partnerky nebo akty fyzické intimity, jako je dotýkání partnerčiny erotogenní zóny rukama, jazykem nebo jinou částí úst, může být považováno za ukazatel touhy partnera po sexuální aktivitě, sexuálním dráždění nebo sexuálním vzrušení, které mohou v obou partnerkách vyvolat erotické pocity. Umožnění fyzické intimity, zejména stimulace prsou a bradavek partnerky, je známkou vzájemného zájmu o sexuální aktivitu.
Ženská ústa, rty a jazyk mohou být citlivé erotogenní zóny; jsou běžně užívány partnerkami během předehry a během sexuální aktivity, ať už pro líbání, sání, lízání nebo specificky pro orální sex. Stimulace prsou partnerky včetně orální nebo ruční stimulace bradavek je formou předehry a je běžnou stránkou sexuální aktivity. Stimulace bradavek ženy podporuje produkci a uvolňování oxytocinu a prolaktinu. Během stimulace bradavek je uvolňováno velké množství oxytocinu, který by normálně připravil prsa ke kojení. Vedle vyvolání mateřských pocitů u ženy také snižuje její úzkost a zvyšuje pocit sblížení a důvěru.
Orgasmus zahrnuje bezděčné činy včetně svalových křečí ve více oblastech těla, celkové euforické pocity a často také pohyby těla a vokalizaci. Okamžiky následující po orgasmu, známé jako období útlumu, je často uvolňujícím zážitkem, který se připisuje uvolnění neurohormonů oxytocinu a prolaktinu. Pro možnost, že jsou ženy schopny dosáhnout dalšího orgasmu brzy po svém prvním orgasmu, výzkumy často naznačují, že ženy nezažívají období útlumu, jiné zdroje definují období útlumu jako fázi, ve které další sexuální stimulace nevyvolává vzrušení, a proto tuto dobu nacházejí i u žen.

### Orální sex, ruční stimulace a tribadismus

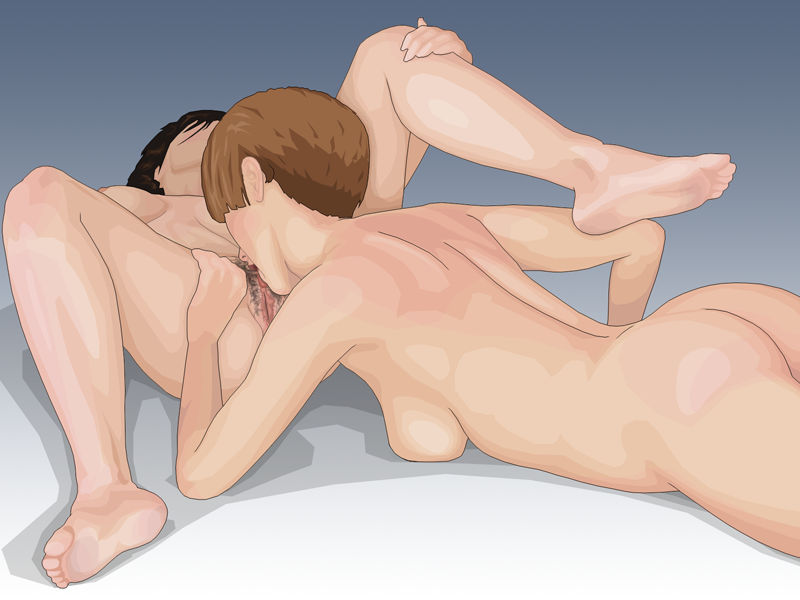
Žena provádějící cunnilingus na své sexuální partnerce

Běžně je mezi ženami praktikována orální stimulace klitorisu nebo jiných částí vulvy nebo pochvy. Stejně jako při orální stimulaci bradavek může zahrnovat použití rtů, zubů nebo jazyka. Orální sex, který zahrnuje dráždění ženského klitorisu nebo jiných částí vulvy nebo pochvy, se nazývá cunnilingus (lízání). Ústní stimulace konečníku, nazývaná anilingus, je praktikována méně často.
Prstění (ruční stimulace) zahrnuje použití prstů k masáži ženského klitorisu nebo jiných částí vulvy, pochvy nebo konečníku. Orální nebo ruční stimulace vulvy, zejména klitorisu, je nejčastějším způsobem, jak může žena dosáhnout orgasmu. Prstění může být autoerotické, jednostranné, vzájemné, pronikající nebo nepronikající. Masáž uvnitř pochvy může stimulovat velmi citlivou oblast, někdy označovanou jako oblast bodu G. U některých žen dráždění oblasti bodu G vyvolává silnější orgasmus než přímá stimulace poštěváčku. Pro hlubší vaginální, anální nebo orální penetraci je možné použít dildo, připínací dildo nebo jiné erotické pomůcky.
Tribadismus je běžná nepenetrativní sexuální praktika mezi ženami. Je často známý pro svou „nůžkovou“ pozici, též je označován jako frotáž nebo v populárním slangu jako suché tření. Žena si při této praktice tře svoji vulvu o partnerčinu vulvu, stehna, chodidla, břicho, hýždě, paži nebo jinou část těla. Při této praktice lze použít řadu sexuálních pozic včetně misionářské, na koníčka, psí, nůžková nebo jiné pozice. Tribadismus může být doprovázen prstěním nebo penetrací dildem.

### Dominance, submisivita a BDSM
Příležitostně, pro zpestření nebo na pravidelnějším či rutinním základu, může žena během sexuální aktivity zaujmout pasivní roli a nechat na své partnerce, aby jí poskytla sexuální uspokojení, což může být také aspekt dominance a podřízení. Například osoba ve psí poloze může být pasivní a otevřená různému sexuálnímu jednání, obecně na základě volby aktivního partnera, jako je například prstění zezadu, masáž nebo dráždění erotogenních zón včetně genitálií, bradavek, nebo hýždí, a přijímání hravého výprasku na hýždě. Aktivní partner také může do pochvy nebo konečníku zavést erotickou pomůcku, jako je umělý penis nebo vibrátor.
Aby se zajistila pasivita a zvýšil se pocit nebo skutečné ženské podřízení, může se partnerka podvolit erotickému svazování a poutání nebo se zapojit do jiných aktivit BDSM. Během svázání je ovládaná partnerka obvykle přístupná různým sexuálním praktikám a nemůže příliš zasahovat do následující sexuální aktivity. Její sexuální uspokojení je závislé na počínání ovládající partnerky, která si může vybrat druh a také rychlost sexuální aktivity, případně může zapojit erotické pomůcky. Například může vyžadovat, aby podřízená partnerka během sexuálních hrátek sála dudlík pro dospělé. Úlohou aktivní partnerky je zacházet s ovládanou partnerkou jako se sexuálním objektem určeným pro její vlastní sexuální uspokojení. Aktivní partnerka však může založit své sexuální uspokojení na poskytnutí sexuálního uspokojení své pasivní partnerce a jejího dovedení k vyvrcholení.

## Výzkum a vnímání

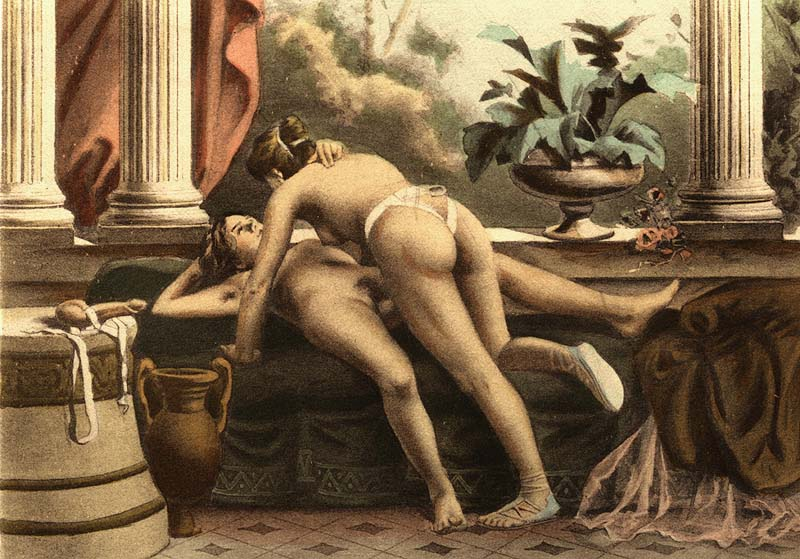
Malba É. H. Avrila z konce 19. století ukazuje použití připínacího dilda

V roce 1953 zveřejnil Alfred Kinsey zprávu Sexuální chování ženy, ve které zdokumentoval, že během posledních pěti let sexuální aktivity mělo 78 % žen orgasmus u 60 % až 100 % pohlavních styků s jinými ženami, zatímco u heterosexuálního styku to bylo 55 %. Kinsey vysvětloval tento rozdíl partnerkami, které vědí více o ženské sexualitě a o zvýšení sexuálního uspokojení žen více než mužští partneři. Podobně studie několika vědců, včetně studie Masterse a Johnsonové, dospěly k závěru, že sexuální chování leseb má častěji kvality spojené se sexuální spokojeností než jejich heterosexuální protějšky, nebo že partnerky kladou důraz více na emoční stránky milování. Studie Masterse a Johnsonové z roku 1979 o lesbických sexuálních praktikách dospěla k závěru, že lesbické pohlavní styky zahrnují více sexuálního kontaktu zaměřeného na celé tělo, než kontaktu soustředěného na pohlavní orgány, menší zaujetí nebo úzkost o dosažení orgasmu, více sexuální asertivity a sdělení o sexuálních potřebách, déletrvající sexuální setkání a větší spokojenost s celkovou kvalitou sexuálního života.
Studie Peppera Schwartze a Philipa Blumsteina z roku 1983 a Diany Holmbergové a Karen L. Blairové z roku 2009 jsou v rozporu s výzkumem, který ukazuje, že ženy ve vztahu s ženou jsou více sexuálně spokojené než jejich heterosexuální protějšky. Schwartz vyvodil, že lesbické páry v oddaných vztazích mají méně sexu než jakýkoli jiný typ párů, a že obecně se vzrůstající délkou svého vztahu zažívají méně sexuální intimity, ačkoli tato studie byla předmětem debaty (viz lesbická postelová smrt). Holmbergova a Blairova studie publikovaná v Journal of Sex Research na druhé straně zjistila, že ženy ve stejnopohlavním vztahu se těšily stejné sexuální touze, sexuální komunikaci, sexuálnímu uspokojení a spokojenosti s orgasmem jako jejich heterosexuální protějšky. Další výzkum od Blaira a Pukalla z roku 2014 přinesl podobná zjištění, např. že ženy ve stejnopohlavním vztahu udávaly podobné úrovně celkové sexuální spokojenosti a nižší úrovně sexuální frekvence. Nicméně tato nedávná studie také uvedla, že ženy ve stejnopohlavním vztahu strávily při jednotlivých sexuálních setkáních výrazně delší čas, často se věnovaly sexu více než dvě hodiny. Tudíž, co lesby mohou ztrácet v četnosti, to mohou nahradit delším trváním.
Pokud jde o snadnost nebo obtížnost dosažení orgasmu, Hiteův výzkum (ačkoliv podléhají metodologickým omezením) ukázal, že většina žen potřebuje pro dosažení orgasmu klitorální (vnější) stimulaci, přičemž klitorální orgasmus může být „s ohledem na správnou stimulaci snadný a silný“. Potřeba klitorálního dráždění spolu se znalostí vlastního těla je důvodem, proč většina žen dosáhne orgasmu snadněji masturbací. Studie vědců jako Peplau, Fingerhut a Beals z roku 2004 a Diamonda z roku 2006 zopakovaly Kinseyho výsledky, když ukázaly, že lesby mají častější a snadněji dosažené orgasmy při sexuálních interakcích než heterosexuální ženy.
Rovněž bylo zkoumáno upřednostnění konkrétních sexuálních praktik mezi ženami ve stejnopohlavních vztazích. Masters a Johnsonová dospěli k závěru, že poševní penetrace s dildy je vzácná a lesby mají tendenci věnovat se celkové genitální stimulaci než přímému dráždění klitorisu, což je časté také u heterosexuálních vztahů. Pokud jde o orální sex, obecné přesvědčení, že všechny ženy, které mají sex se ženami, se účastní cunnilingusu, kontrastuje s výsledky výzkumu na toto téma. Některé lesbické nebo bisexuální ženy nemají rády orální sex, protože se jim nelíbila předešlá zkušenost nebo kvůli psychologickým nebo společenským faktorům, například považují orální sex za nečistý. Jiné lesbické nebo bisexuální ženy věří, že je nezbytností nebo do značné míry určuje lesbickou sexuální aktivitu. Lesbické páry s větší pravděpodobností považují odpor ženy k lízání za problém než heterosexuální páry a je pro ně běžné vyhledat terapii, aby překonaly zábrany, které se ho týkají.
Vztah leseb k análnímu sexu je různý – některé jej mohou mít rády, jiné anální sex nemusí. V roce 1987 v Coloradu proběhla ne-vědecká studie (Munson) s více než 100 členkami lesbické společenské organizace. Na otázku, jaké techniky použily při svých 10 posledních sexuálních setkáních, 100 % uvedlo líbání, sání prsou a ruční stimulaci klitorisu; více než 90 % dotazovaných uvedlo francouzské líbání, orální sex a prsty strčené do pochvy; tribadismus uvedlo 80 % dotázaných. U třicátnic byla dvakrát vyšší pravděpodobnost zapojení do anální stimulace (ať již prstem či dildem) než u ostatních věkových skupin. Studie z roku 2014 o partnerských lesbických ženách v Kanadě a USA zjistila, že 7 % se zapojuje do anální stimulace nebo pronikání nejméně jednou týdně; asi 10 % tak činí měsíčně a 70 % vůbec ne.
V roce 2003 publikovala Julia V. Bailey a její výzkumný tým údaje založené na vzorku ze Spojeného království tvořeného 803 lesbickými a bisexuálními ženami navštěvující dvě londýnské lesbické sexuální zdravotní kliniky a 415 ženami, které mívají sex se ženami ze vzorků komunity. Studie přinesla přehled nejběžněji uváděných sexuálních praktik mezi ženami – „orální sex, prstní poševní penetrace, vzájemná masturbace a tribadismus (frotáž), každá z nich se vyskytovala u 85 % [žen, které mají sex se ženami]“. Stejně jako ve starších studiích údaje také ukázaly, že poševní penetrace s dildy nebo jinými erotickými pomůckami je mezi ženami, které mají sex se ženami, vzácná. V roce 2012 on-line průzkum 3116 žen, které mají sex se ženami, publikovaný v The BMJ, zjistil, že většina žen uvádí genitální tření (99,8 %), poševní prstění (99,2 %), genitální nůžkování (90,8 %), cunnilingus (98,8 %) a použití vibrátoru (74,1 %).

## Zdravotní rizika
Jako většina sexuálních aktivit i ty lesbické mohou nést riziko sexuálně přenosných infekcí (SPN/SPI): jako například genitální opary nebo jiných patogenních infekcí. Nepenetrační povaha lesbických sexuálních praktik obecně snižuje riziko výměny tělních tekutin a proto je výskyt přenosu pohlavně přenosných nemocí také relativně nízký, zvláště ve srovnání s penetračními sexuálními aktivitami v páru muž-žena nebo muž-muž. Používání stejných erotických pomůcek více než jednou osobou zvyšuje riziko přenosu těchto infekcí. Přestože je riziko přenosu HIV při sexuální aktivitě leseb podstatně nižší než při sexuální aktivitě muž-žena či muž-muž, je stále přítomné.   HIV se může šířit prostřednictvím tělesných tekutin jako je krev (včetně menstruační krve), poševní sekret a mateřské mléko, nebo orálním sexem v případě, kdy osoba má v ústech drobná poranění nebo vředy, popř. nedbá na dostatečnou ústní hygienu.
Americký národní institut Centers for Disease Control and Prevention (CDC) neuznával přenos ze ženy na ženu jako možný způsob šíření infekce HIV až do roku 1995. CDC udávalo, že existuje jen málo dat o riziku šíření pohlavně přenosných infekcí mezi ženami. CDC však konstatovalo, že patogeny, jako je trichomoniáza rezistentní na metronidazol, genotypově shodný HIV, lidský papilomavirus (HPV, který byl spojen s téměř všemi případy rakoviny děložního čípku) a syfilis, se mezi ženami mohou šířit pohlavním stykem. Ačkoliv četnosti těchto nemocí nejsou známé, jedna studie ukázala, že 30 % leseb a bisexuálek prodělalo některou z pohlavně přenosných infekcí. To neznamená, že sexuálně aktivní lesby jsou vystaveny vyšším zdravotním rizikům než běžná populace. Health Canada poznamenalo, že „rozšíření všech typů HPV (rakovinných i rakovinu nezpůsobujících) v různých skupinách kanadských žen se pohybuje od 20 % do 33 %“ a americká univerzitní studie zjistila, že 60 % sexuálně aktivních žen bylo v průběhu tříletého období v určitém okamžiku nakaženo HPV.
Časopis American Family Physician (Americký rodinný lékař) doporučuje, aby lesby a bisexuální ženy „při použití erotických pomůcek, které penetrují pochvu či konečník více než jedné osoby, nasazovaly nový kondom pro každou osobu“ a aby také „zvážily použití různých erotických pomůcek pro každou osobu.“ Při orálním sexu také doporučuje užití ochranné bariéry (např. latexovou blánu, dentální přehradu neboli kofferdam, rozstřižený kondom nebo plastový obal). Pro vyloučení nechráněného kontaktu s menstruační krví či viditelnými genitálními lézemi sexuální partnerky při veškerém ručním sexu doporučuje používat latexové nebo vinylové rukavice v kombinaci s lubrikantem. Nejsou však známé „žádné dobré důkazy“ o tom, že kofferdam snižuje riziko přenosu SPI mezi ženami, které mají sexem se ženami; studie ukazují, že používání kofferdamu jako ochranné bariéry je prováděno jen zřídka, což může být mezi ženami provádějící lesbické praktiky způsobeno „omezenými znalostmi o možnostech přenosu STI či (pocitem) o menší zranitelnosti STI (jako třeba HIV).“